# Streepkopmierpitta
De streepkopmierpitta (Grallaria andicolus) is een zangvogel uit de familie Grallariidae (mierpitta's).

## Verspreiding en leefgebied
Deze soort komt voor in Peru en Bolivia en telt twee ondersoorten:
- G. a. andicolus: centraal Peru.
- G. a. punensis: zuidoostelijk Peru en westelijk Bolivia.

## Status
De grootte van de populatie is niet gekwantificeerd maar de soort wordt omschreven als vrij algemeen. Op de Rode lijst van de IUCN heeft deze soort de status niet bedreigd.